# Herausforderungsformel
Die Herausforderungsformel ist ein Haftungsmaßstab, der durch die Rechtsprechung des Bundesgerichtshofes (BGH) im Rahmen der deliktsrechtlichen Verkehrspflichten entwickelt worden ist. Angewendet wird er auf die sogenannten Herausforderungsfälle im Rahmen der erweiterten Haftung nach § 823 Absatz 1 BGB. Diese charakterisieren sich dadurch, dass das Handeln eines Schädigers erst über den Umweg eines vom Schädiger nicht gewollten Entschlusses des Geschädigten oder eines Dritten zum Schaden führt.

„Danach kann jemand, der durch vorwerfbares Tun einen anderen zu selbstgefährdendem Verhalten herausfordert, diesem anderen dann, wenn dessen Willensentschluss aus einer mindestens im Ansatz billigenswerten Motivation beruht, aus unerlaubter Handlung zum Ersatz des Schadens verpflichtet sein, der infolge des durch die Herausforderung gesteigerten Risikos entstanden ist.“

Ein Beispielfall soll das verdeutlichen: Verkehrsteilnehmer S flieht in grob fahrlässiger Manier mit Höchstgeschwindigkeit vor einer Polizeikontrolle. Bei der Fluchtfahrt verletzt er die Polizistin P, woraufhin ihre Kollegen die Verfolgung aufnehmen. Nach wilder Fahrt wird S von der Polizei gewaltsam gestoppt. Anlässlich dieses Ereignisses werden durch die Polizeifahrzeuge mehrere andere Fahrzeuge beschädigt.
Es stellt sich die Frage, ob das Handeln des S kausal für den angerichteten Schaden an den Fahrzeugen war, sodass ihm dieser zugerechnet werden kann. Nach den Grundsätzen der die Fragen der Kausalität und Zurechnung eingrenzenden Adäquanztheorie des Zivilrechts könnte gefolgert werden, dass dem Schädiger S ein Haftungsvorwurf nicht gemacht werden kann, weil der entstandene Schaden aus dem Blickwinkel der normalen objektiven Lebensanschauung außerhalb jeder Erfahrung und Erwartung liegt und S die Fahrzeuge nicht selbst beschädigt hat. Eine Haftung aus § 823 Absatz 1 BGB wäre zu versagen. 
Zur Lösung eines derartigen Falles wird also überprüft, ob der eingetretene Verletzungserfolg noch im Bereich des Schutzzwecks der Norm des § 823 BGB liegt und dem Schädiger haftungsbegründend zugerechnet werden kann. Haftungsansprüche knüpft der BGH an folgende Voraussetzungen: Herausforderungstypisch ist es, wenn durch die Verfolgung ein erhöhtes Risiko für die Rechtsgüter des Verfolgers oder Dritter geschaffen worden ist, was im Rahmen der zu berücksichtigenden Eilerfordernisse vernünftig und angemessen abgewägt werden muss. Die für Verfolger- oder Rettungsfälle typische Reaktion des Verfolgers entsteht durch das Verhalten des Verfolgten, weil sie herausgefordert worden ist und zur Aufnahme der Verfolgung führt. Insoweit liegt dann eine „billigenswerte Reaktion“ auf ein außergewöhnliches Handlungsmuster vor. Der Verfolgte wiederum rechnet subjektiv damit, dass er verfolgt würde und weiß um ein eintretendes erhöhtes Lebensrisiko. Zur Abgrenzung: Eine Haftung liegt selbst aus § 7 StVG dann nicht vor, wenn der Verfolgte die Verfolgung nicht bemerken konnte.
Unter den genannten Voraussetzungen erkennt der BGH bei Herausforderungsfällen die sogenannte psychische Kausalität an, die entsprechend zur Zurechnung des Tatgeschehens führt.